# Orchestre Philharmonique de Radio France

L'Orchestre Philharmonique de Radio France è, assieme all'Orchestre national de France, le Chœur de Radio France e la Maîtrise de Radio France, una delle quattro formazioni musicali permanenti di Radio France.
Essa è composta da 138 elementi, ed ha la particolarità di essere una formazione molto flessibile: l'effettivo può essere suddiviso per potersi adattare al repertorio eseguito.
Essa è diretta da Mikko Franck dal 2015.

## Storia dei nomi dell'orchestra e delle sue diverse formazioni
- 1937: nascita de l'Orchestre radio-symphonique
- 1941: creazione de l'Orchestre radio-lyrique e del Quatuor à cordes de la radiodiffusion française
- 1952: creazione de l'Orchestre de chambre de la radiodiffusion française
- 1960: L'Orchestre radio-symphonique diventa l'Orchestre philharmonique de la radiodiffusion française
- 1964: l'orchestra diventa l'Orchestre philharmonique de l'ORTF
- 1975: Radio France prende il posto dell'ORTF
- 1976: l'orchestra diventa le Nouvel Orchestre philharmonique de Radio France. Essa raggruppa l'Orchestre radio-lyrique, l'Orchestre de chambre e l'Orchestre philharmonique de l'ORTF.
- 1989: l'orchestra diviene l'Orchestre philharmonique de Radio France.

## Direzione per tipologia di complesso
- 1947 - 1965: Eugène Bigot (permanente, Orchestre Radio Symphonique)
- 1951 - 1976: Adolphe Sibert (permanente, Orchestre radio-lyrique)
- 1965 - 1970: Charles Bruck (permanente, Orchestre philharmonique de l'ORTF)
- 1976 - 1989: Gilbert Amy (direzione musicale, Nouvel Orchestre Philharmonique)
- 1981 - 1983: Emmanuel Krivine (primo direttore ospite)
- 1984 - 1989: Marek Janowski (primo direttore ospite)
- 1989 - 2000: Marek Janowski (direzione musicale, Orchestre Philharmonique de Radio France)
- 2000 - 2015: Chung Myung-whun (direzione musicale)
- 2015: Mikko Franck